# Кампо ди Фјено (Козенца)
Кампо ди Фјено је насеље у Италији у округу Козенца, региону Калабрија.
Према процени из 2011. у насељу је живело 150 становника. Насеље се налази на надморској висини од 209 м.